# Élection présidentielle abkhaze de 2011
L'élection présidentielle abkhaze de 2011 s'est déroulée le 26 août 2011. Cette élection était anticipée à la suite de la mort de Sergueï Bagapch, en mai 2011. Le vice-président et président par intérim Alexandre Ankvab est élu avec 54,9 % des voix.

## Système électoral
Le président est élu au suffrage universel direct  uninominal majoritaire à deux tours pour un mandat de cinq ans. Les votes blancs étant pris en compte dans les votes valides sous la forme de bulletin "aucun d'entre eux", les candidats peuvent être élus au second tour sans avoir atteint la majorité absolue. La participation doit cependant obligatoirement franchir le quorum de 25 % des inscrits pour que le scrutin soit reconnu valide, une pratique courante dans les ex républiques soviétiques. À défaut, une nouvelle élection est organisée, avec des candidats différents,,.